# Ndogbao
Ndogbao est un village du département du Nkam au Cameroun. Situé dans l'arrondissement de Yabassi. Le village Ndogbao compte 02 Bloc Ndogboa I et II. il est localisé à partir de la préfecture à 6 km sur la route qui lie Yabassi à Yingui pour le Bloc 1 et à 4 km sur la route qui lie Yabassi à Douala pour le Bloc 2. Le village compte à son sein 10 grandes familles dont la famille Bona makembe est la famille régnante. Le village Ndogbao est à ce jour sous l'autorité de son Chef, sa majesté Ngea Ngolong Daniel chef traditionnel du 3e degré, désigné par arrêté préfectoral de juillet 2002, intronisé en 2003.

## Population et environnement
En 1967, le village de Ndogbao avait plus de 350 habitants dont environ 250 habitants à Ndogbao I et 100 habitants pour Ndogbao II. Cette population représentait les 1/3 de population Ndogbao les  2/3 étant de la diaspora selon les données recueillies auprès des autorités traditionnelles. 

## Les infrastructures
Ndogboa abrite aujourd’hui le premier lycée technique agricole du Cameroun. Le premier aéroport de Yabassi est situé à Ndogboa il servait à l'atterrissage des avions forestiers dans les années 1960.